# جفری میلر
جفری میلر (انگلیسی: Jeff Miller؛ زادهٔ ۱۹۶۴ (۶۰–۶۱ سال)) مدیر اجرایی اهل ایالات متحده آمریکا است، که هم‌اکنون به‌عنوان مدیرعامل شرکت هالیبرتون فعالیت می‌کند.